# رامة والتنين
رامة والتنين هي رواية للكاتب إدوار خراط، نشرت سنة 1980. بعد ستة عشر عاماً من صدورها، باتت ثلاثيةً، بصدور الجزء الثاني الزمن الآخر والجزء الثالث يقين العطش. تعتبر نمطا متميزا في الكتابة السردية الذاتية. صنفت من أفضل مئة رواية عربية.

## محتوى
تدور الرواية كحوار بين رجل وامرأة تختلط فيها عناصر أسطورية ورمزية فرعونية ويونانية وإسلامية. هذه الرواية هي خير مثال في أدب إدوار الخراط للحديث عن الرواية التجريبية ذات المختبر الخاص، والبحث الضالع في جماليات اللغة، وقناع الذاتية. بالإضافة إلى اعتماد الكاتب على تكنيك سيل الوعي المتغلغل في نسيج النص من خلال شخصية «رامة» المتغلغلة بدورها هي الأخرى في نفس تكنيك تيار وعي «ميخائيل»، وتداعي خواطره الذاتية، ومونولوجه الداخلي الكاشف عن ذكريات كثيرة حدثت.

## نقد
يقول سامي خشبة في دراسته حول «رامة والتنين مأساة مصرية» حول الأهمية الخاصة برواية «رامة والتنين» والهدف من التعبير عنها بهذا الطراز من الكتابة هي أن: